# تون شرقی

## تون شرقی
اندازه : حداکثر طول چنگالی در اقیانوس هند ۱۰۱٫۶ و به‌طور متوسط ۳۰ تا ۵۰ سانتی متر می‌باشد.

## مشخصات
فک فوقانی دارای ۱۰ تا ۱۷ دندان، استخوان تیغه‌ای دارای دندان، استخوان فوق فکی باریک، اولین کمان آبششی دارای ۸ تا ۱۳ خار آبششی، اولین باله پشتی دارای ۱۷ تا ۱۹ شعاع سخت، طول اولین باله پشتی ۲۸٫۲ تا ۳۲٫۷ درصد طول چنگالی، بالچه‌های پشتی معمولاً ۸ عدد، باله مخرجی دارای ۱۴ تا ۱۶ شعاع نرم، بالچه‌های مخرجی معمولاً ۶ عدد، دارای ۲۳ تا ۲۶ شعاع نرم (معمولاً ۲۴ تا ۲۵ عدد) می‌باشد.

## زیست شناسی
گونه مهاجر سطحی نزدیک کف بوده که در آب‌های با درجه حرارت ۱۳٫۵ تا ۲۳ درجه سانتی گراد یافت می‌شود. در گله‌های کوچک حرکت می‌کنند، از شگ ماهیان، سر پایان، ده پایان، سخت پوستان و دیگر ماهیان تغذیه می‌کنند.
وسایل صید : قلاب‌های کششی، تور گردان پیاله ای.